# Чемпионат Армении по футболу 2017/2018
Чемпионат Армении по футболу 2017/18 — 26-й национальный чемпионат Армении по футболу. В турнире приняли участие 6 клубов. Чемпионский титул в 3-й раз подряд завоевал столичный «Алашкерт».
Турнир прошёл по системе «осень—весна» в 6 кругов: каждая из участвовавших команд провела по 3 матча дома и в гостях с каждым из своих соперников. По итогам сезона ни один клуб не покинул первенство.

## Клубы-участники
В сезоне 2017/18 чемпионата приняли участие те же 6 команд, что и год назад: 4 представляли Ереван, по 1 — Гюмри и Капан.
| Клуб              | Главный тренер                                               | Капитан                                                 |
| ----------------- | ------------------------------------------------------------ | ------------------------------------------------------- |
| Алашкерт (Ереван) | Абраам Хашманян (1—20 туры) Варужан Сукиасян (21—30 туры)    | Ваагн Минасян (1—15 туры) Артур Едигарян (15—30 туры)   |
| Арарат (Ереван)   | Альберт Сафарян (1—23 туры) Эдгар Торосян (24—30 туры)       | Рафаэль Сафарян                                         |
| Бананц (Ереван)   | Артур Восканян                                               | Степан Казарян                                          |
| Гандзасар (Капан) | Карен Барсегян (1—19 туры) Ашот Барсегян (20—30 туры)        | Ара Хачатрян                                            |
| Пюник (Ереван)    | Алексей Ерёменко (1—11 туры) Армен Гюльбудагянц (12—30 туры) | Левон Айрапетян (1—15 туры) Карлен Мкртчян (15—30 туры) |
| Ширак (Гюмри)     | Вардан Бичахчян                                              | Агван Давоян                                            |

### Стадионы
| Пюник (Ереван) / Гандзасар (Капан)    | Ереван Гандзасар Ширак Клубы из Еревана: · Алашкерт · Арарат · Бананц · ПюникГеография участников чемпионата Армении по футболу сезона 2017/18 · 1. | Алашкерт (Ереван) / Арарат (Ереван) |
| Республиканский им. Вазгена Саркисяна | Ереван Гандзасар Ширак Клубы из Еревана: · Алашкерт · Арарат · Бананц · ПюникГеография участников чемпионата Армении по футболу сезона 2017/18 · 1. | Алашкерт                            |
| Вместимость: 14 403                   | Ереван Гандзасар Ширак Клубы из Еревана: · Алашкерт · Арарат · Бананц · ПюникГеография участников чемпионата Армении по футболу сезона 2017/18 · 1. | Вместимость: 6850                   |
|                                       | Ереван Гандзасар Ширак Клубы из Еревана: · Алашкерт · Арарат · Бананц · ПюникГеография участников чемпионата Армении по футболу сезона 2017/18 · 1. |                                     |
| Бананц (Ереван)                       | Ереван Гандзасар Ширак Клубы из Еревана: · Алашкерт · Арарат · Бананц · ПюникГеография участников чемпионата Армении по футболу сезона 2017/18 · 1. | Ширак (Гюмри)                       |
| Бананц                                | Ереван Гандзасар Ширак Клубы из Еревана: · Алашкерт · Арарат · Бананц · ПюникГеография участников чемпионата Армении по футболу сезона 2017/18 · 1. | Городской                           |
| Вместимость: 5010                     | Ереван Гандзасар Ширак Клубы из Еревана: · Алашкерт · Арарат · Бананц · ПюникГеография участников чемпионата Армении по футболу сезона 2017/18 · 1. | Вместимость: 2844                   |
|                                       | Ереван Гандзасар Ширак Клубы из Еревана: · Алашкерт · Арарат · Бананц · ПюникГеография участников чемпионата Армении по футболу сезона 2017/18 · 1. |                                     |

## Турнирная таблица
| Поз | Команда      | И  | В  | Н  | П  | МЗ | МП | РМ  | О  | Квалификация                      |
| --- | ------------ | -- | -- | -- | -- | -- | -- | --- | -- | --------------------------------- |
| 1   | Алашкерт (Ч) | 30 | 14 | 8  | 8  | 44 | 31 | +13 | 50 | 1-й кв. раунд Лиги чемпионов УЕФА |
| 2   | Бананц       | 30 | 11 | 11 | 8  | 42 | 34 | +8  | 44 | 1-й кв. раунд Лиги Европы         |
| 3   | Гандзасар    | 30 | 11 | 10 | 9  | 43 | 34 | +9  | 43 | 1-й кв. раунд Лиги Европы         |
| 4   | Ширак        | 30 | 14 | 8  | 8  | 37 | 31 | +6  | 38 | Отказ от участия в еврокубках     |
| 5   | Пюник        | 30 | 9  | 9  | 12 | 37 | 41 | −4  | 36 | 1-й кв. раунд Лиги Европы         |
| 6   | Арарат       | 30 | 5  | 6  | 19 | 33 | 65 | −32 | 21 |                                   |

1. ↑  «Гандзасар» квалифицировался в 1-й квалификационный раунд Лиги Европы как обладатель Кубка Армении 2017/18.
2. ↑  В соответствии с решением Дисциплинарного комитета ФФА от 18 мая 2018 год в связи с попыткой организации договорного матча «Ширак» был лишён 12 очков в турнирной таблице чемпионата Армении[3]. В результате возникшего скандала клуб отказался от участия в Лиге Европы — его место занял «Пюник»[4].

## Статистика

### Бомбардиры
| Место | Игрок                 | Клуб      | Голы |
| ----- | --------------------- | --------- | ---- |
| 1     | Артак Едигарян        | Алашкерт  | 13   |
| 2     | Гегам Арутюнян        | Гандзасар | 12   |
| 3     | Мигран Манасян        | Алашкерт  | 9    |
| 3     | Андраник Кочарян      | Арарат    | 9    |
| 4     | Алекс Жуниор Кристиан | Гандзасар | 8    |
| 4     | Урош Ненадович        | Алашкерт  | 8    |
| 4     | Лестер Пелтер         | Бананц    | 8    |
| 4     | Румян Овсепян         | Бананц    | 8    |